# Kurt Heinrich Meyer
Kurt Heinrich Meyer nebo Kurt Otto Hans Meyer (29. září 1883 Tartu – 14. dubna 1952 Menton) byl německý chemik. Věnoval se především chemii vysokomolekulárních polymerů a je spoluautorem první podrobné učebnice chemie polymerů. Přehledně popsal přirozeně se vyskytujících organické polymery (celulóza, škrob, bílkoviny, kaučuk) a přiklonil se ke konceptu makromolekul, která byla v té době široce diskutována.
Meyer studoval u mnoha významných chemiků té doby, se kterými pak i spolupracoval. Byli to například nositelé Nobelovy ceny Ernest Rutherford, Adolf von Baeyer nebo Richard Willstätter.
Meyer byl vynikající pedagog a mezi jeho četné studenty patřil Edmond Henri Fischer, který v roce 1992 obdržel Nobelovu cenu za medicínu. Meyer vedl Fischerovu doktorskou práci, která se zaměřila na izolaci a purifikaci alfa-amylázy. Tato práce potvrdila, že se nejedná o polysacharid, ale o protein. O alfa-amyláze bylo následně publikováno šestnáct vědeckých článků.

## Život

### Vzdělání

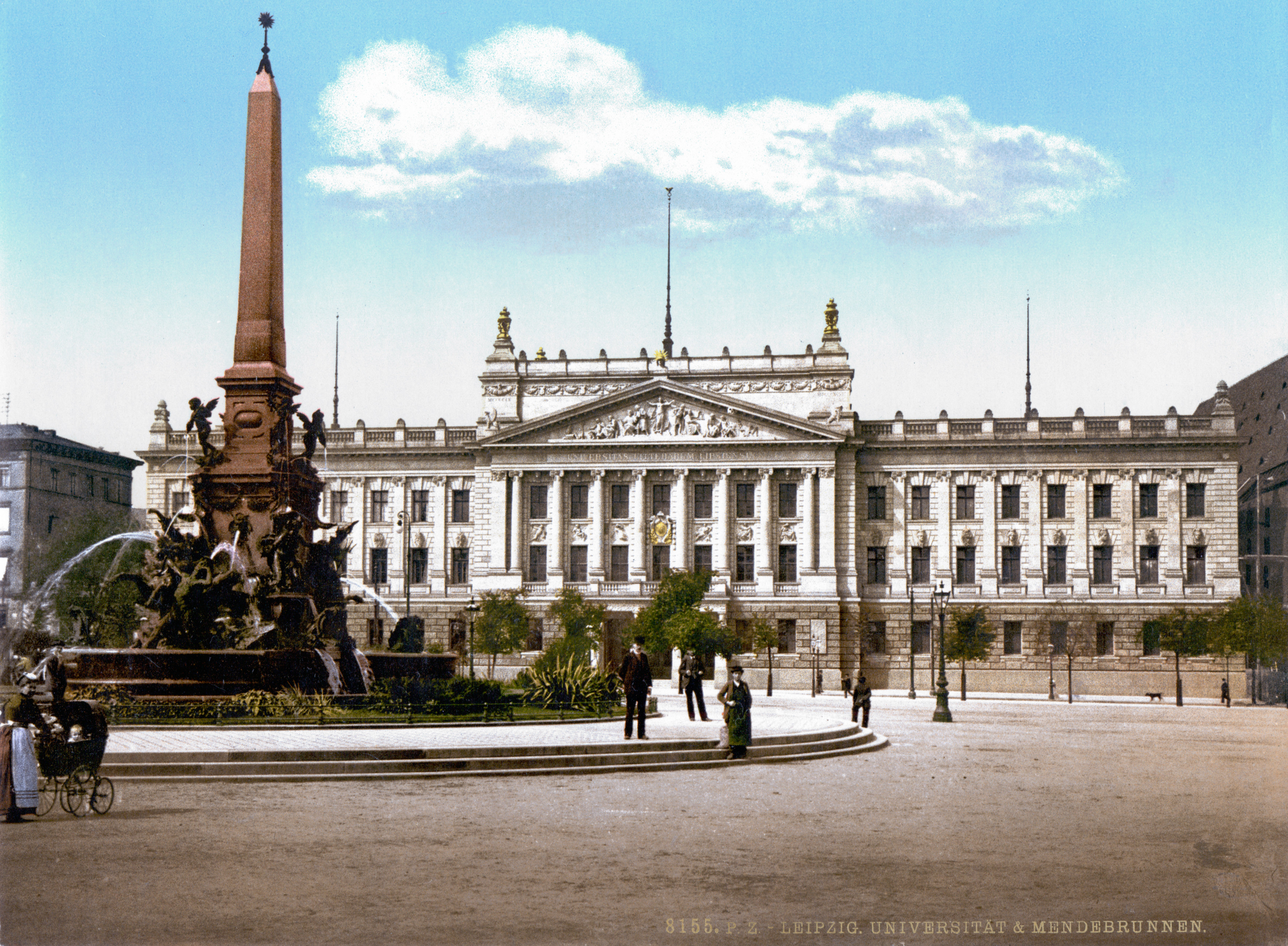
Univerzita v Lipsku v roce 1900

Meyer se narodil 29. září 1883 v estonském Tartu a byl synem farmakologa Hanse Horsta Meyera. Jeho otec také vyučoval na německy mluvící univerzitě v Dorpatu. Celá rodina se brzy přestěhovala do Německa a Meyer pak v letech 1892 až 1901 navštěvoval gymnázium Philippinum v Marburgu.
Po absolvování gymnázia nejprve studoval medicínu a poté chemii v Marburgu, Lipsku, Freiburgu, Londýně a Mnichově. V Lipsku získal Meyer doktorát v roce 1907 s disertační prací Untersuchungen über Halochromie pod vedením Arthura Hantzsche.  Po získání doktorátu odcestoval na rok do Ameriky, na Rutherfordovu katedru fyziky v Manchesteru a na Ramsayho katedru chemie v Londýně.
Po návratu v roce 1911 se habilitoval u Adolfa von Baeyera v Mnichově za práci Stanovení rovnováhy keto-enolové tautomerie esterů octových esterů a stanovení obsahu enolu v keto-enol-tautomerních rovnováhách bromtitrací (On Keto-Enol tautomerism). Studie keto-enolové tautomerie a stanovení množství enolu ve vzorcích ethylacetoacetátu prostou titrací, mu přinesly reputaci mezi chemiky. Objevil také nové kopulační reakce diazoniových solí a pracoval na možné průmyslové syntéze formamidu z oxidu uhelnatého a amoniaku. S Friedrichem Bergiusem pracoval na hydrolýze chlorbenzenu na fenol. Je po něm například pojmenován Meyer-Schusterův přesmyk a Meyerova metoda reverzní titrace.

### Kariera
Od roku 1914 za první světové války sloužil Meyer jako dělostřelecký důstojník. V roce 1917 byl přijat do Institutu císaře Viléma v Berlíně, kde prováděl výzkumné práce s Fritzem Haberem.
Po skončení války působil na univerzitě v Mnichově pod vedením Richarda Willstättera. Zde například izoloval čistou enolovou formu ethylacetoacetátu aseptickou destilací, přičemž se vyhnul přítomnosti jakýchkoli nečistot, které by mohly katalyzovat konverzi na keto formu.

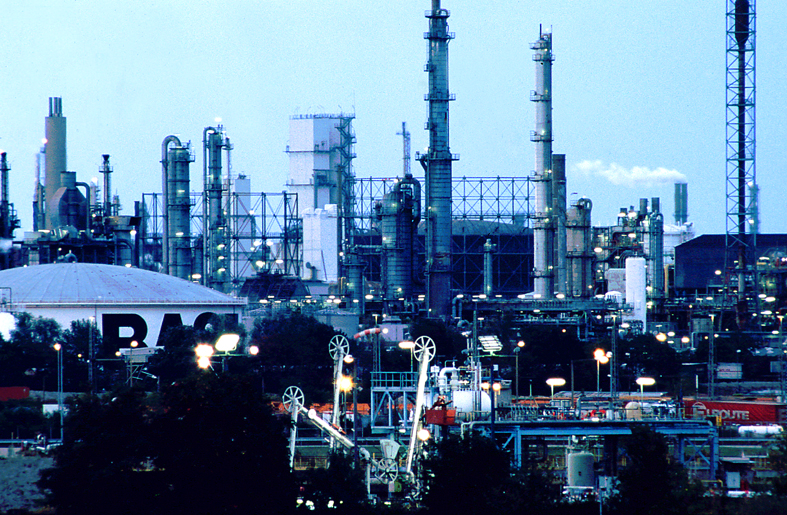
BASF v současnosti

V roce 1921 Meyer opustil akademickou sféru. Přestoupil do agrochemické společnosti BASF AG v Ludwigshafenu am Rhein, kde byl jmenován ředitelem výzkumných laboratoří. Vedl výzkumnou skupinu, která se věnovala především chemii barviv. Sám se soustředil na chemii přírodních polymerů s vysokým obsahem polymerů. Velmi mu pomáhal mladý fyzikální chemik Herman Francis Mark. Své výsledky publikovali v roce 1930 a ty se staly základním kamenem budoucí chemie polymerů. Přehledně popsali přirozeně se vyskytujících organické polymery (celulóza, škrob, bílkoviny, kaučuk) a přiklonili se ke konceptu makromolekul. Tento koncept byl velmi podporován Hermannem Staudingerem.

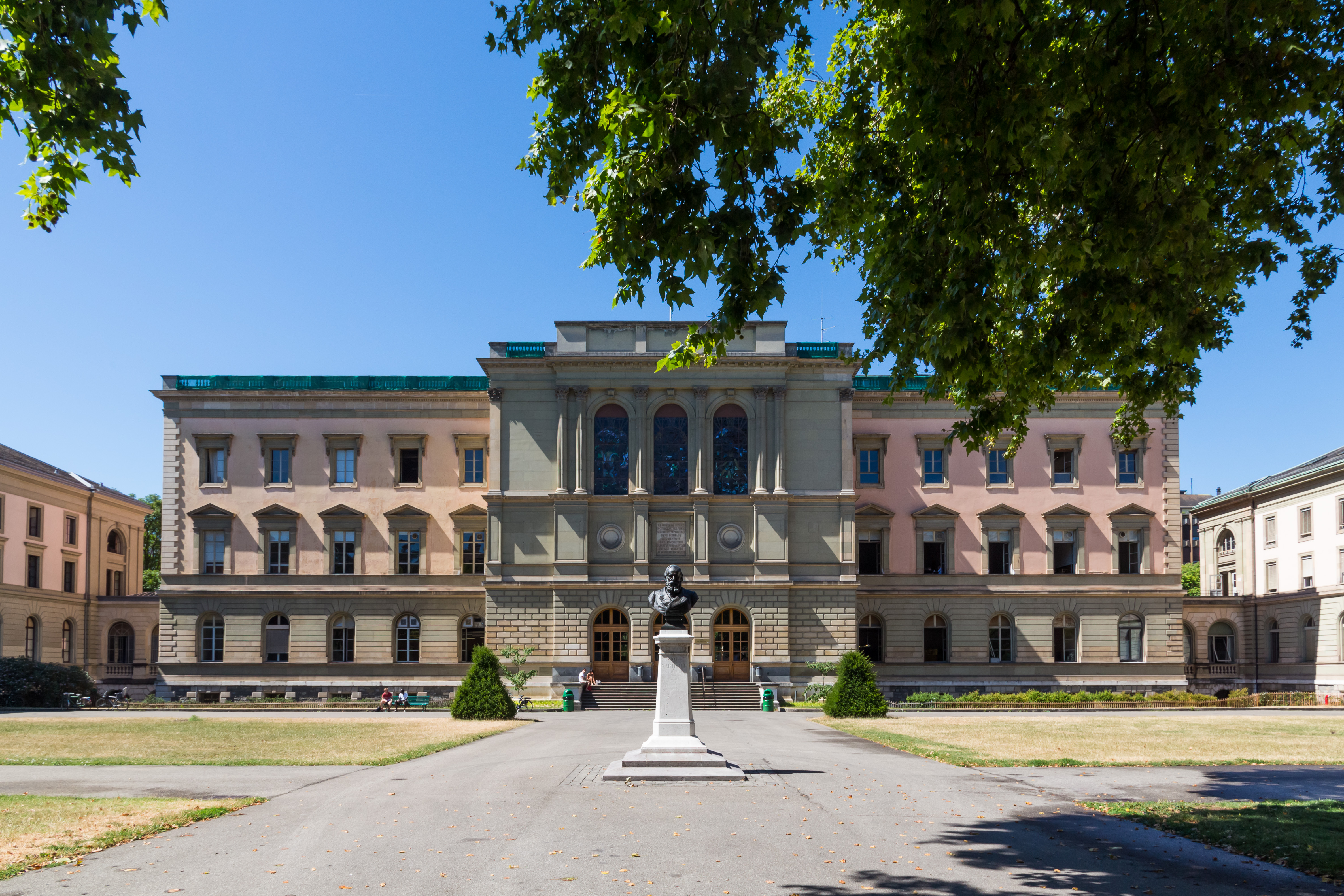
Univerzita v Ženevě

Politická situace v Německu se zhoršovala, a proto v roce 1932 Německo opustil a nastoupil jako profesor organické a anorganické chemie na univerzitu v Ženevě. Zpočátku mu dělalo problém přednášet ve francouzštině, ale i tady se stal úspěšným učitelem a znovu vybudoval výzkumnou školu. Spolupracoval zde především s Antoine Jean Alexandre van der Wykem (1902-1976), nizozemsko-švýcarským chemickým inženýrem, fyzikem a profesorem chemie na Ženevské univerzitě. Oba se věnovali studiu celulózy, propustnosti syntetických membrán a termodynamikou velkých molekul v roztoku. Popsali teorii svalové kontrakce analogicky ke kontrakci gumy. Zkoumali strukturu amylopektinu, složky škrobu s rozvětveným řetězcem. Poslední roky života věnoval Meyer práci na krystalizaci, charakterizaci a specifičnosti enzymů.

### Konec života
Meyer zemřel nečekaně v roce 1952 na prázdninovém výletě do Mentonu ve Francii. Jeho syn Horst Meyer studoval na univerzitách v Ženevě a Curychu a od roku 1959 byl profesorem fyziky na americké Dukeově univerzitě. V roce 2005 odešel do důchodu.

## Vybraná díla
- Kurt H. Meyer, Hermann F. Mark: Ein Lehr- und Handbuch für Chemiker und Biologen. 1. vydání. Svazek 1 : Obecné principy chemie s vysokým obsahem polymerů; Svazek 2 : Sloučeniny s vysokým obsahem polymerů. Akademische Verlagsgesellschaft Becker & Erler, Lipsko 1940 (345 + 679 stran).
- Kurt H. Meyer, Hermann F. Mark; Antoine van der Wyk (A. J. A. van der Wyk): Učebnice a příručka pro chemiky a biology. 3. vydání. Akademische Verlagsgesellschaft Geest & Portig, Lipsko 1953 (1023 s.).
- Kurt H. Meyer: . I. O Anthranolu a antrahydrochinonu. In: . Ročník379 , Č.1 , 1911, ISSN 0170-2041, str. 37–78 , doi:10.1002/jlac.19113790104.